# Sắt(II) carbonat
Sắt(II) cacbonat, hoặc sắt cacbonat, là một hợp chất hóa học vô cơ với công thức FeCO3, xuất hiện ở tự nhiên như khoáng siderit. Ở nhiệt độ bình thường, nó là một chất rắn màu trắng bao gồm các ion Fe2+
 và anion cacbonat CO2−
3.

## Điều chế
Sắt(II) cacbonat có thể được điều chế bằng phản ứng của hai ion, như sắt(II) chloride và natri cacbonat:
FeCl2 + Na2CO3 → FeCO3↓ + 2NaCl
Sắt(II) cacbonat có thể được điều chế từ các dung dịch của muối sắt(II), như là sắt(II) perchlorat, với natri bicacbonat, giải phóng carbon dioxide:
Fe(ClO4)2 + 2NaHCO3 → FeCO3 + 2NaClO4 + CO2↑ + H2O
Sel và những người khác sử dụng phản ứng này (nhưng với FeCl2 thay vì Fe(ClO4)2) ở 0,2 M để tạo FeCO3 vô định hình.
Cần cẩn thận để loại trừ O2 khỏi dung dịch, bởi vì ion Fe2+ dễ bị oxy hóa đến Fe3+, đặc biệt ở pH trên 6.
Sắt(II) cacbonat cũng tạo thành trực tiếp trên các bề mặt thép hoặc sắt tiếp xúc với các dung dịch của carbon dioxide, tạo thành một khối sắt(II) cacbonat:
Fe + CO2 + H2O → FeCO3 + H2↑

## Tính chất
Sự phụ thuộc của độ hòa tan trong nước vào nhiệt độ được Wei Sun xác định theo công thức:
{\displaystyle \log K_{\mathit {sp}}=-59,3498-0,041377T-2,1963/T+24,5724\log T-2,518{\sqrt {I}}-0,657I,}
Trong đó T là nhiệt độ tính theo Kenvin, I là độ ion hóa.

## Ứng dụng
Sắt(II) cacbonat đã được sử dụng làm chất bổ sung sắt để điều trị chứng thiếu máu.

## Độc hại
Sắt(II) cacbonat là chất độc; liều gây tử vong là từ 0,5 đến 5 g/kg (từ 35 đến 350 g đối với người 70 kg).

## Hợp chất khác
FeCO3 còn tạo một số hợp chất với NH2OH, như FeCO3·2NH2OH có màu đỏ đậm trong dung dịch.